# Hockey su ghiaccio alla XXVI Universiade invernale
I tornei di hockey su ghiaccio della XXVI Universiade invernale si sono svolti a Cavalese, Canazei e Pergine Valsugana, in Italia, dal 10 al 21 dicembre 2013.

## Squadre partecipanti

### Torneo maschile
| Gruppo A                                   | Gruppo B                                          | Gruppo C                                   |
| ------------------------------------------ | ------------------------------------------------- | ------------------------------------------ |
| - Italia - Lettonia - Svezia - Stati Uniti | - Gran Bretagna - Rep. Ceca - Russia - Slovacchia | - Canada - Giappone - Kazakistan - Ucraina |

### Torneo femminile
| Girone unico                                                        |
| ------------------------------------------------------------------- |
| - Canada - Giappone - Gran Bretagna - Russia - Spagna - Stati Uniti |

## Podi

### Uomini
| Evento                        | Oro    | Argento    | Bronzo |
| Hockey su ghiaccio (dettagli) | Canada | Kazakistan | Russia |

### Donne
| Evento                        | Oro    | Argento | Bronzo      |
| Hockey su ghiaccio (dettagli) | Canada | Russia  | Stati Uniti |

## Medagliere
| Pos.   | Paese       | Oro | Argento | Bronzo | Totale |
| ------ | ----------- | --- | ------- | ------ | ------ |
| 1      | Canada      | 2   | 0       | 0      | 2      |
| 2      | Russia      | 0   | 1       | 1      | 2      |
| 3      | Kazakistan  | 0   | 1       | 0      | 1      |
| 4      | Stati Uniti | 0   | 0       | 1      | 1      |
| Totale | Totale      | 2   | 2       | 2      | 6      |